# Katy Perry: Part of Me
Katy Perry: Part of Me ist eine 3D-Dokumentation über die US-amerikanische Sängerin Katy Perry. Der Film entstand im Jahr 2012 unter der Regie von Dan Cutforth und Jane Lipsitz via MTV Films. Der Film wurde bei den Teen Choice Awards 2012 in der Kategorie Choice Summer Movie: Comedy/Music ausgezeichnet. In Deutschland erschien die Dokumentation am 23. August 2012. Die Deutschlandpremiere erfolgte am 14. September 2014 im deutschen Fernsehen auf sixx.

## Inhalt
Der Film widmet sich der Biographie der Pop-Sängerin und setzt sich aus diversen Interviews von Verwandten und Bekannten der Sängerin zusammen, als auch aus mehreren Filmausschnitte, welche Perry im Kindes- und Teenageralter zeigen. Auch Lady Gaga, Rihanna und Jessie J kommen in der Dokumentation vor. Als Zwischenszenen werden Ausschnitte aus ihrer damals stattfindenden California Dreams Tour verwendet, die am 23. November 2011 im Staples Center in Los Angeles aufgezeichnet wurden.

## Soundtrack
- Teenage Dream
- Hot n Cold
- Hummingbird Heartbeat
- Wake Up in Vegas
- Who Am I Living For?
- I Kissed a Girl
- E.T.
- I Wanna Dance with Somebody (Who Loves Me)
- Last Friday Night (T.G.I.F.)
- Peacock
- Pearl
- Not Like the Movies
- The One That Got Away
- Thinking of You
- Hey Jude
- Firework
- California Gurls